# Batnádoba a chybný předpoklad
Batnádoba a chybný předpoklad je třináctý díl první řady amerického televizního seriálu Teorie velkého třesku. V této epizodě hostují Sara Gilbert, Mark Harelik, Adam Gregor, Sandra Marquez a Sergio Enrique. Režisérem epizody je Mark Cendrowski.

## Děj
Poté, co se nejúspěšnější týmy odhlásí, rozhodne se partička přihlásit na fyzikální olympiádu. Sheldon má ale tendence se předvádět, čehož má zbytek skupiny dost a z "olympijského týmu" jej vyřadí. Ten se rozhodne založit si vlastní tým. Zbývající parta hledá čtvrtého člena, kterého najde v Leslie (Sara Gilbert). Ta zprvu účast odmítá. Ve chvíli, kdy se dozví, že v druhém týmu bude Sheldon, nabídku přijme (partička svůj tým nazve PMS). Sheldon do svého týmu přijme údržbáře (Adam Gregor), paní z jídelny (Sandra Marquez) a jejího syna (Sergio Enrique) jen aby naplnil kapacitu čtyřčlenného týmu (kterému dá název AA). Každému z nich samozřejmě zakáže odpovídat. U poslední otázky tým PMS těsně vede a na řadě s odpovědí je tým AA. Sheldon si ale s vyřešením rovnice, která je v zadání, neví rady. Místo něj tak odpoví údržbář, z něhož se vyklube bývalý fyzik působící v Sovětském Svazu. Sheldon jeho odpověď odmítá přijmout s tím, že nemá povoleno odpovídat. Tým AA tím pádem body nezískal a PMS vítězí (načež se ukázalo, že údržbářova odpověď byla správná).

## Obsazení
| Johnny Galecki | Leonard Hofstadter |
| Jim Parsons    | Sheldon Cooper     |
| Kaley Cuoco    | Penny              |
| Simon Helberg  | Howard Wolowitz    |
| Kunal Nayyar   | Raj Koothrappali   |
| Sara Gilbert   | Leslie Winkle      |
| Mark Harelik   | Dr. Gablehauser    |
| Adam Gregor    | Dmitri             |
| Sandra Marquez | paní z jídelny     |
| Sergio Enrique | její syn           |